# Novoselivka, Pîreatîn
Novoselivka (în ucraineană Новоселівка) este un sat în orașul raional Pîreatîn din regiunea Poltava, Ucraina.

## Demografie
Componența lingvistică a localității Novoselivka
     Ucraineană (86,89%)
     Rusă (9,84%)
     Romani (1,64%)
Conform recensământului din 2001, majoritatea populației localității Novoselivka era vorbitoare de ucraineană (86,89%), existând în minoritate și vorbitori de rusă (9,84%) și romani (1,64%).